# پیتر پیرز
پیتر پیرز (انگلیسی: Peter Pears; ۲۲ ژوئن ۱۹۱۰ – ۳ آوریل ۱۹۸۶) خواننده تنور اهل بریتانیا بود. وی رابطه کاری و شخصی نزدیکی با بنجامین بریتن داشت.